# 중사 (군사)
중사(中士)는 군대 계급 중 하나이다. 하사의 위, 상사의 아래에 위치한다. 미군의 "Sergeant First Class"에 대응된다. 미육군의 경우 중사는 부소대장(platoon sergeant)의 임무를 수행하는데, 부소대장은 "Father of platoon"이라고도 불리울 정도로 소대 전투 운용에 있어 소대장을 보좌하는 핵심적인 역할을 수행한다. 이 계급은 소대장과 훈련교관을 맡는 경우가 많다.
- 육군 : 부소대장, 포반장
- 해군 :
- 공군 : 
  - 정비 :

## 계급장
중사(中士)
| 부사관 (副士官) |             | 육군 (포제 정장) | 육군 (포제 견장) | 육군 (금속제) | 해군 | 해병대 | 공군 |
| 부사관 (副士官) | 중사 (中士) |                  |                  |               |      |        |      |

## 같이 보기
- 군사 계급
- 병장